# Elvira Pagã
Elvira Pagã (pseudônimo de Elvira Olivieri Cozzolino) (Itararé, 6 de setembro de 1920 — Rio de Janeiro, 8 de maio de 2003) foi uma atriz, cantora, compositora e vedete brasileira.

## Biografia
Nasceu em São Paulo e se mudou ainda pequena, com a família, para o Rio de Janeiro, onde estudou em colégio de freiras - Imaculada Conceição. Ainda estudante organiza, junto com a irmã Rosina, diversas festas onde travam relações com o meio artístico carioca, sobretudo com os integrantes do Bando da Lua.
Ainda na década de 1930 realizam um espetáculo de inauguração do "Cine Ipanema", junto com os Anjos do Inferno, ocasião em que recebem de Heitor Beltrão o apelido de "Irmãs Pagãs" - que então adotam para o resto da vida, tanto para a parceria, que dura até 1940, ano em que Elvira se casa e termina a dupla, como nas respectivas carreiras solo.
As irmãs realizam um total de treze discos, juntas, além de filmes como Alô, Alô, Carnaval, em 1935, e o argentino "Tres anclados en París", de 1938.
Elvira torna-se uma das maiores estrelas do Teatro de Revista, disputando com Luz del Fuego o papel de destaque dentre as mais ousadas mulheres brasileiras de seu tempo: foi a primeira a usar biquini em Copacabana; nos anos 50 posou nua para uma foto, que distribui, como cartão natalino.
A beleza e sensualidade fizeram-lhe a fama, sendo uma das "sexy symbols" mais cobiçadas da época. Foi a primeira Rainha do Carnaval carioca - inovação nos festejos momescos, mantida até o presente.
Foi responsável direta por uma das tentativas de suicídio do compositor Assis Valente, responsável por alguns de seus sucessos, ao lhe cobrar de forma escandalosa uma dívida. Ela própria atentaria contra si mesma em 1952, cortando os pulsos em estado de embriaguez no seu apartamento da avenida Ypiranga, na capital paulista; socorrida pela polícia, ficou internada no Hospital das Clínicas.
A partir da década de 1970 torna-se pintora, adotando um estilo esotérico, sem grande destaque nesta nova iniciativa.
Com a maturidade foi se tornando misantropa e temperamental, evitando qualquer contacto com as pessoas, sobretudo a imprensa e pesquisadores. A morte somente foi divulgada após três meses da ocorrência, pela irmã, que morava nos Estados Unidos.

## Música

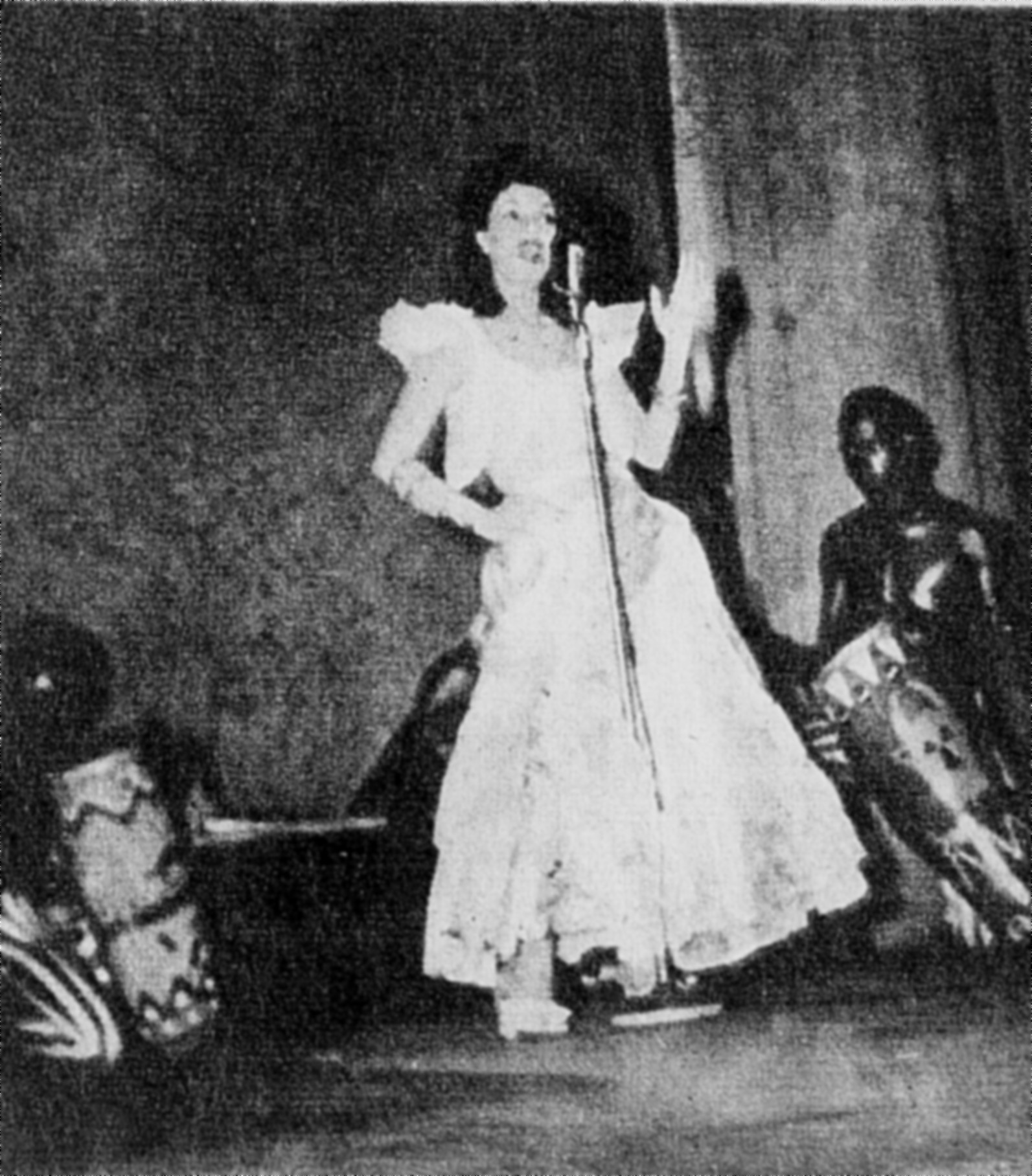
Elvira numa apresentação, 1944.

A carreira musical pode ser dividida em duas partes: a primeira, onde fazia parceria com a irmã, na dupla "Irmãs Pagãs"; a segunda, em carreira solo, onde também aventurou pela composição de marchinhas e sambas.
Fez, com a irmã, turnê pela Argentina, Peru e Chile, durante quatro meses. Apresentavam-se nas Rádios, como a Mayrink Veiga e com a irmã gravou ao todo treze discos.
Seu primeiro disco sozinha data de 1944 e no ano seguinte gravou um novo trabalho que constitui-se numa novidade, para a época, uma vez que possuía apenas quatro músicas. Gravou em diversos estúdios, como o Continental, Todamérica e outros, além de diversas parcerias, como com Herivelto Martins, Orlando Silva e outros.

### Composição
A primeira composição é de 1950, o samba "Batuca Daqui, Batuca de Lá", em parceria com Antônio Valentim. Do mesmo ano é o seu baião "Vamos Pescar"; do ano seguinte, com o mesmo parceiro anterior, são o baião "Saudade Que Vive em Mim" e a marcha "A Rainha da Mata", e o samba "Cacetete, Não!". Compôs ainda:
- "Reticências" - samba (1953)
- "Sou Feliz", com M. Zamorano (1953)
- "Vela Acesa", com Antônio Valentim e Orlando Gazzaneo - samba
- "Viva los Toros", com Orlando Gazzaneo
- "Marreta o Bombo" - marcha
- "Condenada" - samba

### Discografia
Desde o início da carreira solo, em 1944, com as músicas "Arrastando o Pé" e "Samburá", pela Continental, participou ainda de alguns discos por este selo. Transferiu-se para a "Star" em 1949 e em 1951 no selo "Carnaval". A partir de 1953 gravou pela "Todamérica", "Marajoara" e "Ritmos" - última a gravar as participações.

## Filmografia
Elvira Pagã teve pequenas aparições em "Vegas Nights" (1948) e "Écharpe de Seda" (1950). A filmografia inclui, ainda:
- Alô, Alô Carnaval (1936)
- Assim Era a Atlântida (1975)
- O Bobo do Rei  (1936)
- Carnaval no Fogo (1949)
- Cidade-Mulher (1936)
- Dominó Negro (1949)
- Favela (1939)
- Laranja-da-China (1940)
- Tres anclados en París (1938)

## Homenagens
Elvira Pagã é o título de um rock composto pelo casal Rita Lee e Roberto de Carvalho em 1979; Em 1972, o cineasta Ivan Cardoso realizou o filme "Programa Chuva de Brotos - Elvira Pagã", sobre a cantora/vedete.
Elvira Pagã, tem parte de sua vida contada no filme "Rosina Pagã, A História de uma Cantora de Rádio", produzido em 2012 e finalizado em 2013, com direção do Diretor de Cinema Documentarista, Dimas Oliveira Junior, biógrafo de Rosina Pagã, cantora, irmã de Elvira e integrante do Duo Irmãs Pagã.